# Шансанглар
Шансанглар (фр. Champsanglard) насеље је и општина у централној Француској у региону Лимузен, у департману Крез која припада префектури Гере.
По подацима из 2011. године у општини је живело 229 становника, а густина насељености је износила 16,79 становника/km². Општина се простире на површини од 13,64 km². Налази се на средњој надморској висини од 373 метара (максималној 498 m, а минималној 274 m).

## Демографија
| 1962. | 1968. | 1975. | 1982. | 1990. | 1999. | 2011. |
| ----- | ----- | ----- | ----- | ----- | ----- | ----- |
| 312   | 328   | 241   | 205   | 202   | 208   | 229   |

График промене броја становника у току последњих година